# Adonisea terrifica
Adonisea terrifica là một loài bướm đêm trong họ Noctuidae.